# باراماندی

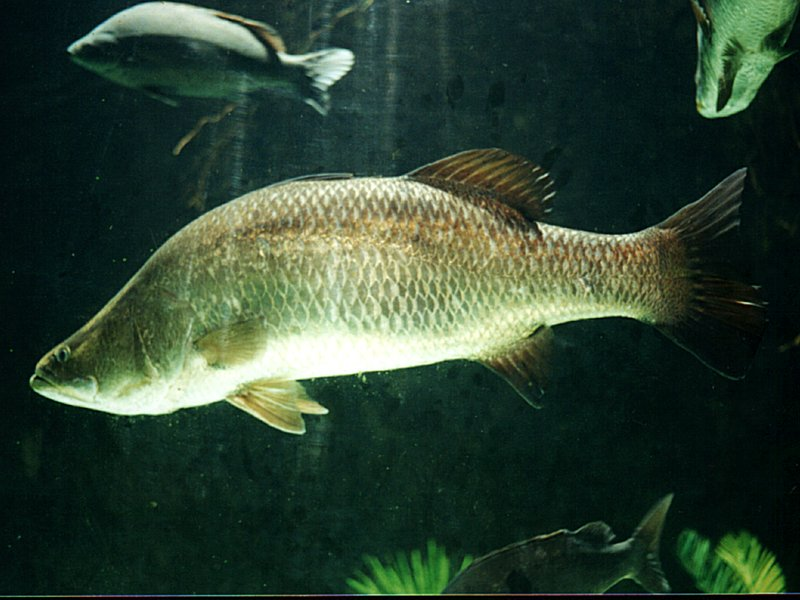
باراماندی

ماهی باراماندی (به انگلیسی: Barramundi) یا سی بَس آسیایی از گونه ماهیان مهاجر و از خانواده سوف‌های بزرگ و در رده سوف‌ماهی‌سانان می باشد. گونه‌های این ماهی بطور گسترده در منطقه هند-آرام، از جنوب آسیا تا پاپوآ گینه نو و شمال استرالیا پراکنده‌اند.
ماهی سی بس از گونه های مهم ماهی پرورشی است که قابلیت سازگاری با هر دو محیط آب شور و شیرین را دارد. این ماهی به دلیل رشد سریع، تکثیر اسان، تحمل شوری بالا و توانایی در پذیرش غذای فرموله یکی از بهترین انواع ماهی پرورشی محسوب می گردد و در مدت ۵ ماه به ۵۰۰ تا ۶۰۰ گرم می رسد. این ماهی هم در استخرهای خاکی و هم در قفس های دریایی قابل پرورش است. 

## در ایران
سی بس از گونه‌های آسیایی گوشتخوار و قابل پرورش در استخرها و مزارع دریایی ایران است که علاوه بر رشد سریع و توانایی سازگاری با شرایط محیطی از بازار خوبی در داخل و خارج کشور برخوردار است. 

### پرورش در استخر خاکی
نخستین برداشت ماهی پرورشی سی باس در استخر خاکی در چوئبده آبادان در سال ۱۳۹۵ انجام شد. 
نخستین برداشت ماهی پرورشی سی باس در قفس دریایی و در جزیره قشم در سال ۱۳۹۶ انجام شد. 

### پرورش در قفس دریایی
فاز اول پروژه احداث بزرگترین مزرعه پرورش ماهی باراماندی در قفس در سال ۱۳۹۴ در استان هرمزگان افتتاح شد و به این ترتیب سایت خشکی پشتیبانی این مزرعه آغاز به کار کرد.با استقرار ۱۶ قفس تولید ماهی باراماندی در دریا، فاز دوم (مزرعه دریایی) نیز به بهره برداری رسید و نخستین برداشت ماهی پرورشی سی باس در قفس دریایی در استان هرمزگان در سال ۱۳۹۵ انجام شد. سرانجام با اضافه شدن ۸ قفس (در مجموع ۲۴ قفس)، بزرگترین مزرعه تولید ماهی باراماندی خاورمیانه در سال ۱۳۹۶ در آب های خلیج فارس با ظرفیت کامل۳۰۰۰ تن در سال آغاز به کار کرد.